# Ròman Rúrua
Ròman Rúrua   (Martvili, 25 de novembre de 1942) és un lluitador georgià, ja retirat, especialista en lluita grecoromana, que va competir sota bandera soviètica durant la dècada de 1960.
El 1964 va prendre part en els Jocs Olímpics d'Estiu de Tòquio, on guanyà la medalla de plata en la competició del pes ploma del programa de lluita grecoromana. Quatre anys més tard, als Jocs de Ciutat de Mèxic, guanyà la medalla d'or en la mateixa competició.
En el seu palmarès també destaquen quatre medalles d'or al Campionat del món, entre el 1966 i 1970. A nivell nacional va guanyar títols soviètics en diferents pesos els anys 1963-1965, 1967, 1970 i 1971. El 1972 es va retirar de les competicions.
Entre 1999 i 2003 va ser membre del Parlament de Geòrgia. Fou vicepresident de la Federació de Lluita de Geòrgia i el 2010 va ser inclòs a l'International Wrestling Hall of Fame.